# 骷髏 (德國)

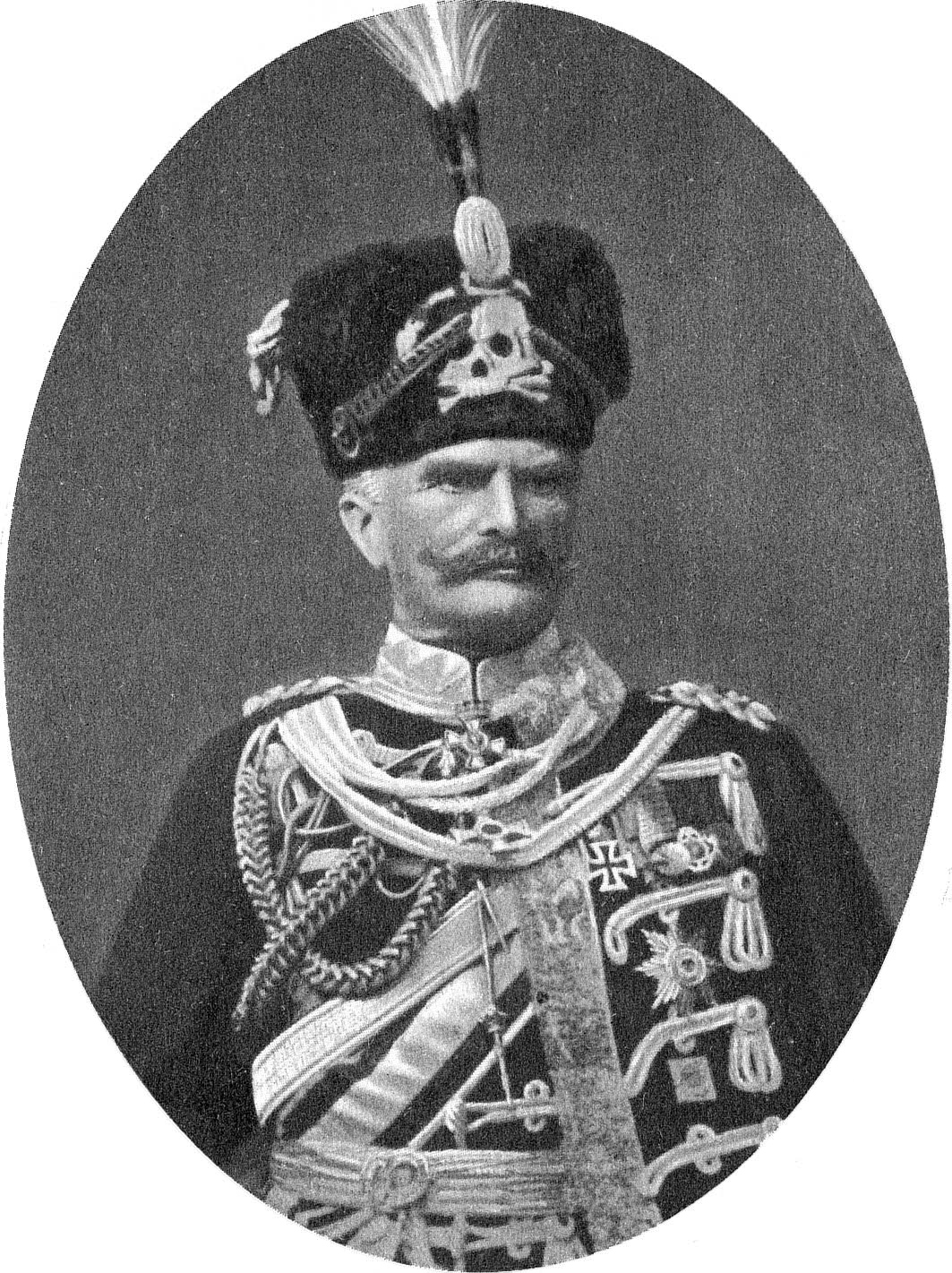
奥古斯特·冯·马肯森 ，攝於1914 年之前，身著驃騎兵禮服的德國陸軍元帥，皮草毛帽比上有骷髏頭裝飾。

骷髅头（直译：死人頭）是德语中头骨的意思。这个词通常用来表示西方文化中常见的一种象征性、图形或雕塑符号，由人类头骨的图像组成——通常是正面的，很少是侧面的，而有些則含有下颌骨，但也有沒有的。在某些情况下，可能会另外添加其他人体骨骼部分，通常包括位于头骨下方或后方的两根交叉的长骨（股骨）（在英语中可能称为“骷髅和交叉骨”）。人类头骨是国际上用来表示死亡、对死亡的反抗、危险、死者以及盗版或毒性的象征。
但在德國中，也是一種軍事部隊象徵。

## 德国军队

### 普鲁士

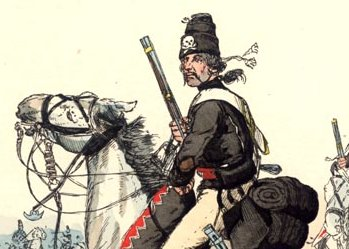
來自輕騎兵第5團，配戴有骷顱頭標誌帽子的骠骑兵 ，繪于1744年。

骷髅頭作为军事徽章的使用始于腓特烈大帝时期，他在普鲁士军队中组建了一支骠骑兵团，该团由冯·鲁施 (von Ruesch) 上校指挥，即骠骑兵第5团 (von Ruesch)。它采用了黑色制服，在军袍正面饰有骷髅头图案，并在奥地利王位继承战争和七年战争中配戴了它。  1808 年，当该团改组为莱布-胡萨伦第一团和第二团时，骷髅頭標誌依然被作为制服的一部分保留下來。

### 布伦瑞克
1809年，在第五次反法同盟战争期間，不伦瑞克-沃尔芬比特尔公爵弗雷德里克·威廉召集了一支志願軍，對抗拿破仑·波拿巴的軍隊，因為拿破崙已經征服了公爵的領地。這支布倫瑞克部隊身著黑色制服，因此獲得了名為「黑不伦瑞克人」的稱號。部隊中的驃騎兵和步兵都佩戴了骷髏徽章，這可能是為了悼念公爵的父親不伦瑞克-沃尔芬比特尔公爵查尔斯·威廉·斐迪南，這位布倫瑞克-沃爾芬比特爾公爵在1806年的耶拿-奧爾施泰特戰役中陣亡。另有一些說法認為，這是對法國進行復仇的象徵。
黑色布倫瑞克軍團在德國境內一路奮戰，隨後加入了英國的軍隊，並參加了半岛战争和滑铁卢战役。最終，這支布倫瑞克部隊於1866年被編入普魯士軍隊。

### 德意志帝国

德意志帝国时期骷髅头標誌

骷髏徽章一直被普魯士和布倫瑞克的武裝部隊使用到1918年，其中一些在1918年西線最後一波德軍攻勢中領導突擊的衝鋒隊也使用了骷髏徽章。德國空軍（Luftstreitkräfte）的戰鬥機飛行員中，又以格奧爾格·馮·漢特爾曼和庫爾特·阿道夫·蒙寧頓為眾多使用骷髏徽章作為個人飛機標誌的同盟国軍事飛行員中的兩位代表。 

### 魏玛共和国
骷髏徽章在戰間期的德國被廣泛使用，其中最有名的是由德國自由軍團（Freikorps）所使用。1933年，而作為德意志帝國傳統的延續，德國國防軍第5騎兵團的團部以及第1、第5和第11中隊也使用了這一徽章。

铁师自由兵团軍旗
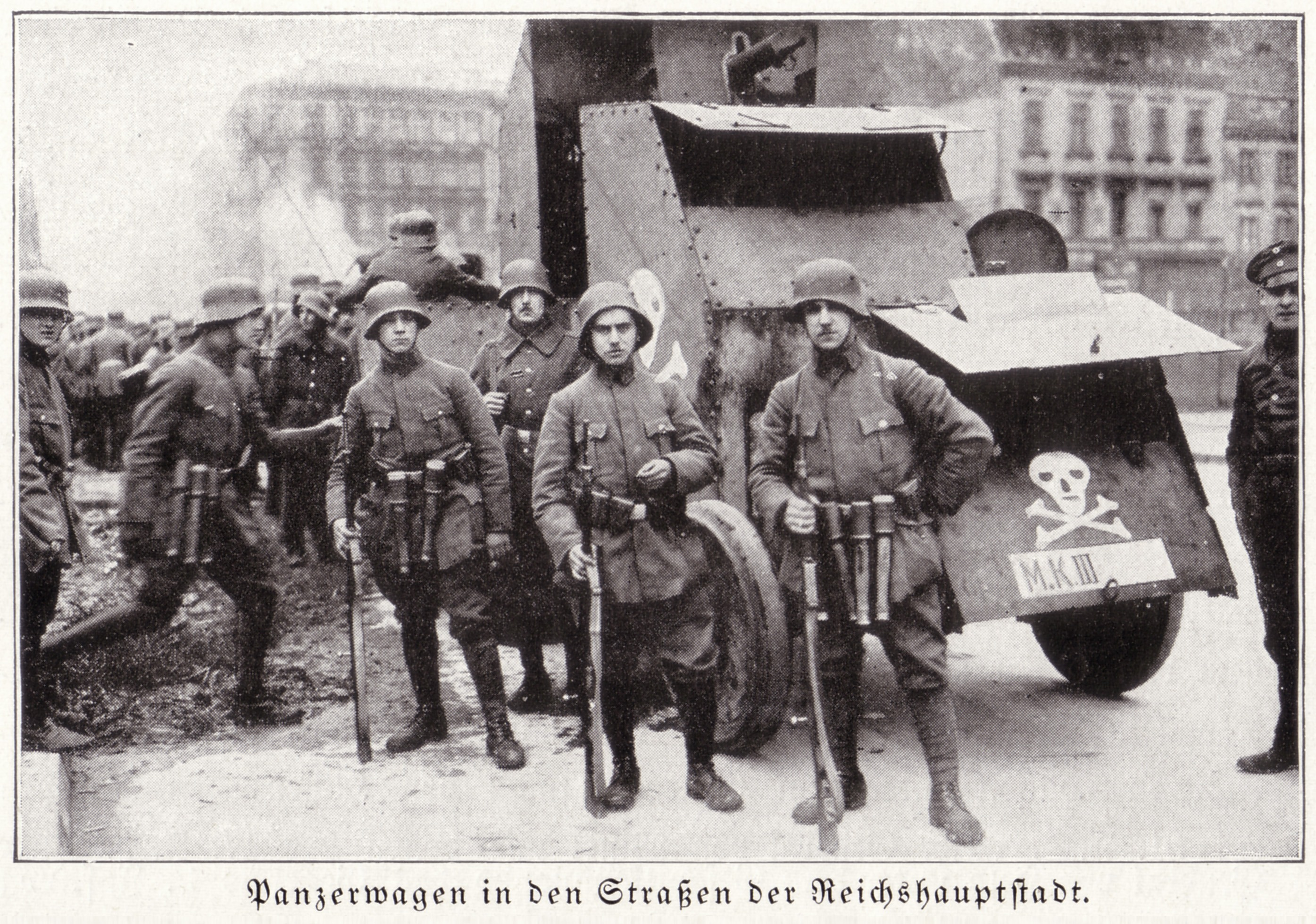
1919 年，在柏林的武装自由军团
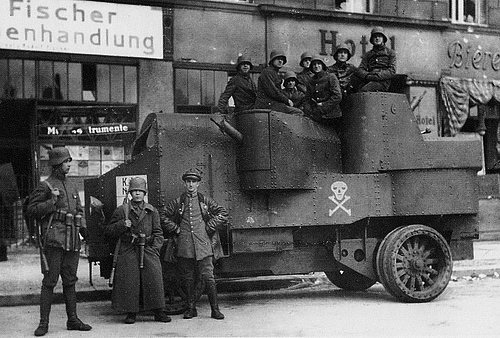
1919 年自由兵团
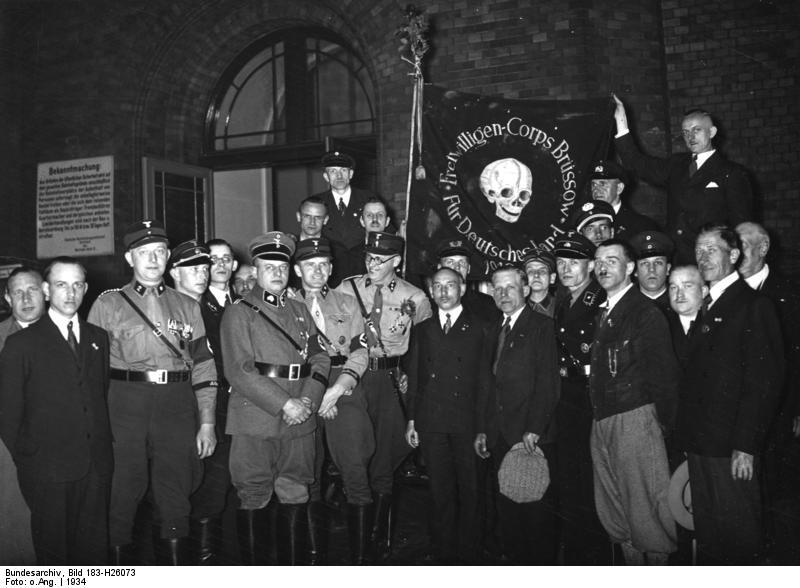
1934 年前布鲁索自由军团成员在会议上使用的旗帜

### 纳粹德国
在纳粹党成立初期，尤利烏斯·施雷克，身為親衛隊第一師（阿道夫·希特勒的贴身保镖部队）的领导人，重新啟用了骷髏徽章作為該部隊的標誌。這支部隊後來發展為「党卫队」（SS），並在其歷史中持續使用骷髏徽章作為標誌。根據党卫队全国领袖海因里希·希姆莱的文章中描述，使用骷髏徽章的含義為：
「骷髏頭是提醒你，應隨時為整個社群的生命付出自己的犧牲。」
「骷髅总队」（SS-Totenkopfverbände，簡稱SS-TV）是親衛隊的一個部門，負責管理納粹德國的集中營與滅絕營，以及其他類似的職責。雖然骷髏徽章是全親衛隊的通用帽徽，但SS-TV還將此徽章佩戴在右側領章上，以區別於其他親衛隊單位。
骷髏徽章也被德國陸軍的裝甲部隊用作單位標誌，並被德國空軍的裝甲部隊，包括精銳的「第1空降赫爾曼·戈林裝甲師」所使用。

此外，「親衛隊第3骷髏装甲师」（3rd SS Panzer Division Totenkopf）與二戰時期的德國空軍「第54轟炸機聯隊」（54th Bomber Wing Kampfgeschwader 54）也都獲得了「骷髏」（Totenkopf）這個單位名稱，並採用了與親衛隊相似的骷髏與交叉骨標誌。第3骷髏裝甲師的制服領章上也佩戴骷髏徽章，而非標準的親衛隊「符文」（Sieg Rune）。

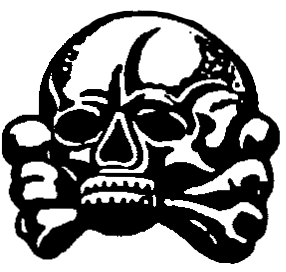
党卫队骷髅標誌的第一型，于1923年至1934年间使用
党卫队骷髅標誌的第二型，于1934年至1945年间使用
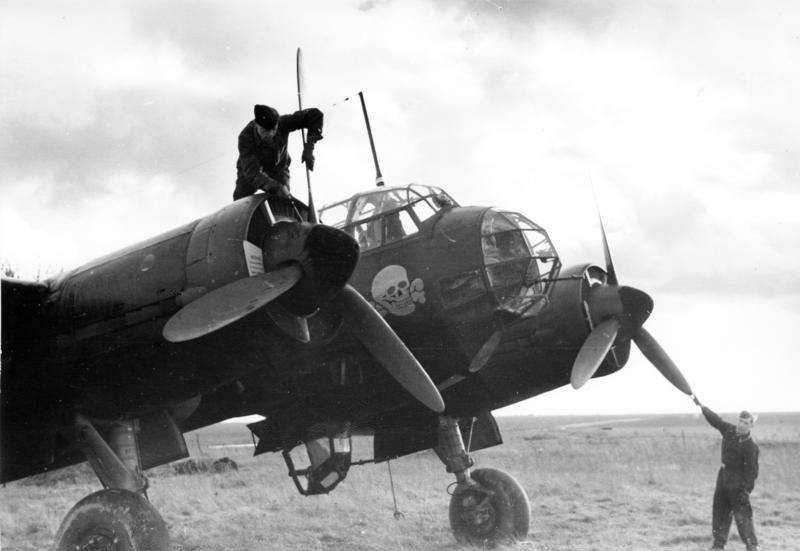
第54轟炸機聯隊的Ju 88轟炸機，位於法国，1940 年 11 月
第二次世界大战德国空军第54轟炸機聯隊的骷髅頭聯隊徽章的“独立”版本
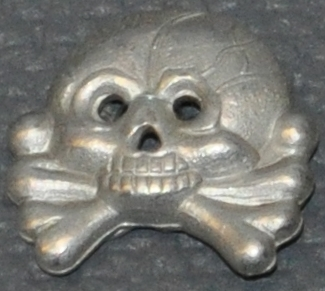
德国装甲师的骷髅標誌
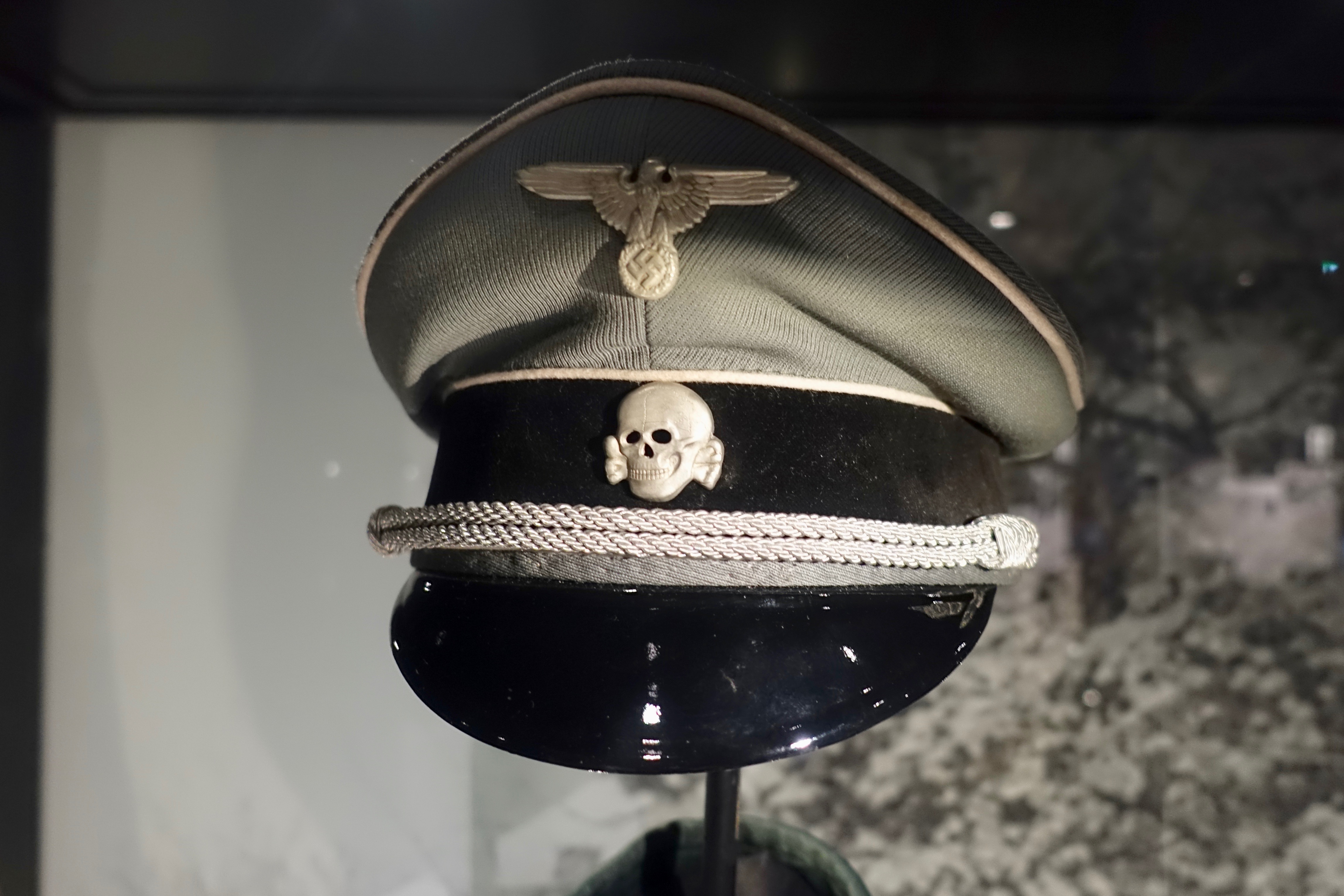
德国党卫军制服。带骷髅徽章的大盤帽
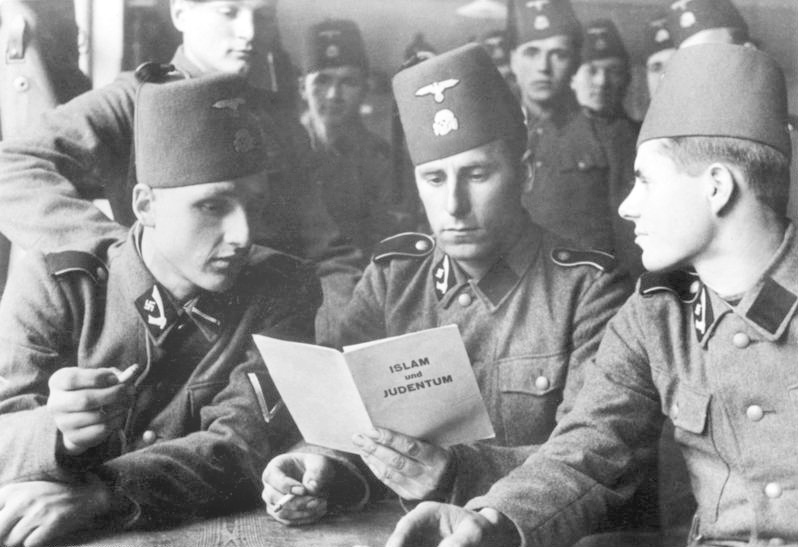
党卫队“骷髅团” (SS-Totenkopf) 的成员，在他们的土耳其帽上印有親衛隊第13師的标志。